# Седини
Седини (итал. Sedini) — коммуна в Италии, располагается в регионе Сардиния, в провинции Сассари.
Население составляет 1403 человека (2008 г.), плотность населения составляет 34 чел./км². Занимает площадь 41 км². Почтовый индекс — 7035. Телефонный код — 079.
Покровителем коммуны почитается святой апостол Андрей, празднование 30 ноября.

## Демография
Динамика населения:

## Администрация коммуны
- Официальный сайт: http://www.comune.sedini.ss.it/